# Lijst van burgemeesters van Haren en Macharen
Dit is een lijst van burgemeesters van de voormalige Nederlandse gemeente Haren en Macharen vanaf de vorming in 1810 tot die gemeente op 8 november 1820 opging in de gemeente Megen, Haren en Macharen.
| Ambtsperiode | Naam burgemeester | Partij of stroming | Bijzonderheden |
| ------------ | ----------------- | ------------------ | -------------- |
| 1810 - 1813  | Marcellis Gremmen |                    |                |
| 1813 - 1820  | Caspar Boshardt   |                    |                |